# Konstantnost objekta
Konstantnost objekta je, kao pojam, u psihoanalitičku literaturu uveo Hajnc Hartman.On je ovim pojmom hteo da označi stadijum u kome se sve dublja detetova veza sa voljenim objektom stabilizuje i postaje proširena unutrašnja povezanost, nezavisna od zadovoljenja potreba. Hartman je smatrao da usvajanje ove sposobnosti zavisi od razvoja „stalnosti predmeta“, tj. od kognitivne trajnosti mentalne predstave nekog predmeta kada je on fizički odsutan i od 'izvesnog nivoa neutralizacije' agresivnih i libidinalnih nagona. Dete je, dakle, na najranijem uzrastu, svesno objekta (majke) dok ona zadovoljava njegove potrebe i dok mu je u vidnom polju. Vremenom (i razvojem kognitivnog aparata), mentalne predstave objekta postaju trajnije (mogli bismo, običnim rečima, mentalne predstave nazvati „uspomenama“ koje se učvršćuju). Razvija se i sposobnost pamćenja. Između deteta i majke razvija se veza koja je prisutna iznutra, u detetu (naravno, i u majci), i kada majka nije fizički prisutna i kada ne zadovoljava njegove potrebe.

## Različita viđenja konstantnosti
Većina autora koja je pisala o konstantnosti objekta smestila je dostizanje libidinalne konstantnosti objekta u uzrast između 6 i 18 meseci. Oni koji su smestili dostignuće u taj rani uzrast uzeli su kao kriterijum detetovu libidinalnu vezanost za objekt ljubavi (vidi se da je dete jasno vezano za majku), dok su oni koji su smestili konstantnost objekta u kasniji uzrast u okviru ovog opsega dodali kao kriterijum neki oblik stabilne mentalne reprezentacije objekta, uključujući Pijažeove kriterijume pojavljivanja mentalnih reprezentacija. 
Ana Frojd je, takođe, u opisivanju razvoja od zavisnosti do oslanjanja na sopstvene snage, govorila o 'stadijumu konstantnosti objekta koji omogućava da se pozitivna unutrašnja slika objekta održi, bez obzira na zadovoljstvo ili nezadovoljstvo'. Jasna implikacija da 'objekat' koji, u ovom kontekstu, predstavlja uglavnom majka, postaje eksplicitna u Spicovom konceptu 'libidinalnog objekta', tj. razvijanja posebne stabilne veze deteta sa majkom. Ipak, tek je u radu Margaret Maler ideja postepenog usvajanje konstantnosti objekta u kontekstu odnosa majka-dete našla svoje istaknuto mesto. Margaret Maler je pojavljivanje konstantnosti objekta smestila u kasniji uzrast deteta smatrajući da dete dostiže izvestan stepen konstantnosti objekta tek između 25 i 36 meseci starosti, za vreme četvrte subfaze procesa separacije-individuacije. Njen glavni kriterijum je bio sposobnost deteta da toleriše kratke separacije od majke-sposobnost za koju je verovala da je rezultat dostizanja stabilne unutrašnje reprezentacije majke od strane deteta. Koncept faze separacije-inidividuacije u razvoju ličnosti odnosi se na razvoj objektnih odnosa. Postoje kompleksne cirkularne interakcije, međutim, između progresivnog psihoseksualnog razvoja, sazrevanja ega, i procesa separacije – individuacije, čiji je ishod diferencijacija self i objekt reprezentacija i početak dostizanja konstantnosti objekta.

## Faze razvoja
Margaret Maler je takođe postulirala poredak simbioze i separacije-individuacije, faze kroz koje dete mora da prođe da bi dostiglo dovoljno stabilan doživljaj sebe i drugih.

### Simbiotska faza
Dok se 'bazična srž' deteta u simbiotskoj fazi (prva faza) budi u stanju isprepletanosti sa majčinim selfom, samo u podfazi diferencijacije (otprilike od 4-5 do 8-9 meseci), koja predstavlja prvu podfazu separacije-individuacije, dete je pogurano ka unutra težnjom za autonomijom, počinje da raspoznaje svoju psihološku razdvojenost kroz rudimentarno istraživanje selfa, majke i njihovog okruženja. Ovo je period sa dosta manuelne, taktilne i vizuelne eksploracije majčinog lica i tela. Može postojati angažovanje u igrama ’skrivalice’ u kojima dete i dalje ima pasivnu ulogu. Uporedo sa distanciranjem od majke dolazi i do veće svesti o njoj kao o zasebnoj osobi.

### Subfaza praktikovanja
Za ovim sledi subfaza praktikovanja (od 9 do 16-18 meseci) u kojoj dete koje puže i kasnije hoda gegajući se, oduševljeno pokazuje svoju novootkrivenu psihičku autonomiju i motoričku slobodu. Ohrabreno probojnim sekundarnim narcizmom i relativno nepristupačno za spoljašnje izazove, čini se da je dete krenulo u osvajanje sveta. Oduševljenje je možda takođe i slavljenje bega od majčinog okrilja. Iako se dete često osvrće na majku, radi ’emotivnog dopunjavanja’, njegova glavna preokupacija je da uvežba alate svoga ega i proširi krug istraživanja.

### Subfaza ponovnog približavanja
Zatim sledi subfaza ponovnog približavanja (između 16. i 24. meseca), u kojoj dete oseća da njegova autonomija i psihomotorička sloboda imaju svoja ograničenja i da je spoljašnji svet kompleksniji nego što je ono to prethodno zamišljalo. Dete koje je pretrpelo narcističku povredu (shvatilo da nije tako moćno i sposobno kao što mu se činilo u prethodnoj fazi), regredira u nadi da će ponovo naći simbiotsko jedinstvo sa majkom. Ipak, povratak izaziva ambivalenciju, s obzirom da je nagon za individuacijom već uzeo maha, a dete se susrelo sa zadovoljstvom ega koje donosi autonomno funkcionisanje. Ova ambivalencija ima i svoju bihevioralnu manifestaciju, tj. tendenciju da se rade kontradiktorne stvari. Tako se dete u jednom trenutku naginje i pripija uz majku tražeći sigurnost, čak i stapanje, a u drugom hrabro distancira da bi potvrdilo autonomiju, kontrolu i separaciju. Ako na ovu neodlučnost deteta majka odgovara prilagodljivo, i ako pozitivne emocije prevladaju hostilnost, nove regulacione strukture će početi da se pojavljuju. Pored toga što je subfaza približavanja burna, ona je takođe i najznačajnija, pošto njeno uspešno savladavanje rezultuje dubokim intrapsihičkim promenama uključujući: 
- ovladavanje kognitivno intenziviranom separacionom anksioznošću; (razvoj detetovih kognitivnih sposobnosti dovodi do toga da shvati da je svet složeniji nego što je ranije videlo u fazi praktikovanja, kad je bilo poneto svojim novootkrivenim sposobnostima, i nekritično. Te spoznaje intenziviraju separacionu anksioznost, koja se umanjuje ponovnim približavanjem objektu, i osvajanjem novih sposobnosti.
- afirmaciju osećaja bazičnog poverenja ( ako majka razume dete u ovoj fazi, i omogući mu ponovno približavanje i autonomiju, uprkos njegovoj hirovitosti, dete ponovo potvrđuje osećaj bazičnog poverenja, što ga ohrabruje na dalju separaciju;
- postepeno snižavanje i napuštanje osećaja omnipotencije koja je doživljena u simbiotskoj zajednici sa majkom;
- postepenu kompenzaciju za umanjeni osećaj omnipotencije kroz razvoj detetovih narastajućih kapaciteta ega i osećaja autonomije; (da bi se napustio nerealni osećaj omnipotencije potrebno je da razočarenja u svoju svemoć i svemoć objekta budu postepena i optimalna, kao i to da da se, umesto toga, dobije nešto novo-razvoj autonomije i ovladavanje veštinama);
- očvršćivanje sržnog doživljaja selfa;
- uspostavljanje osećaja kapaciteta za ego kontrolu i modulaciju snažnih libidinalnih i agresivnih poriva i afekata (kao npr. infantilni bes);
- saniranje razvojno normalne tendencije da se održi veza sa voljenim objektom kroz njegovo cepanje na ’dobar’ i ’loš’ objekat, a time i saniranje odgovarajućeg intrapsihičkog rascepa;
- zamenu cepanja kao mehanizma odbrane potiskivanjem, kao kasnijim mehanizmom za obuzdavanje neprihvatljivih afekata i impulsa prema objektu.

### Subfaza separacije-individuacije
Poslednja subfaza separacije-individuacije (između 24 i 36 meseci) se završava postizanjem konstantnosti objekta i, sa tim u vezi, konstantnosti selfa. Ovu subfazu karakteriše pojavljivanje realističnijeg i manje promenljivog doživljaja selfa. Takođe je karakteriše učvršćivanje dublje, donekle ambivalentne, ali održivije internalizovane objekt-reprezentacije majke, libidinalne vezanosti koja nije ozbiljno ugrožena privremenim frustracijama. Postojanje konstantnosti objekta osigurava majčino dugotrajno prisustvo u mentalnoj strukturi deteta. Razvoj konstantnosti selfa uspostavlja koherentnu, samostalnu self-reprezentaciju, sa minimalnim fluktuacijama pod pritiskom nagona. Zajedno, ove dve funkcije, rezultuju (a u dijalektičkom smislu i doprinose) odstranjivanjem agresivnosti prema selfu i objektu putem potiskivanja, a ne cepanja. Kapacitet za toleranciju ambivalencije se sada pojavljuje na psihičkom horizontu Dete postaje sposobno za kompleksnije veze sa objektom. Unutrašnje prisustvo 'dovoljno dobre majke' smanjuje potrebu za njenim fizičkim prisustvom. Pripijanje i odvajanje od nje omogućavaju održavanje 'optimalne distance'. 'Psihičko pozicioniranje koje dopušta intimnost bez gubitka autonomije i odvojenost bez bolne usamljenosti'. Paralelno sa ovim se odvija razvoj 'konstantnosti realnosti', koja omogućava autonomnim ego funkcijama 'da tolerišu promene u sredini bez psihičke pometnje ili poremećaja adaptacije'.
U O.L.I. Integrativnoj Psihodinamskoj Psihoterapiji konstantnost objekta, prema funkciji koju obavlja, osnivač O.L.I. metoda,Nebojša Jovanović naziva “stabilizator psihe” i spade u bazične emocionalne kompetencije, sposobnosti za obradu i upravljanje emocijama na koje su sastavni delovi složenijih sposobnosti-sposobnosti za ljubav i rad. Rad na razvoju bazičnih emocionalnih kompetencija je osnova O.L.I. Metoda.